# 白首烏
白首烏（ペクスオ、백수오、はくしゅう）は、韓国で用いられる生薬（韓方）のひとつ。

## 材料
キョウチクトウ科（旧分類ではガガイモ科）の植物であるコイケマ（学名：Cynanchum wilfordii） (ko:큰조롱) の根からなる。日本でも使われる生薬に「何首烏（かしゅう）」というものもあるが、こちらはタデ科ツルドクダミの塊根を用いたものであり、白首烏とは別物。

## 適応
- 更年期障害
- 免疫力の強化

## 偽物問題
韓国で2011年頃から白首烏の入った健康食品がブームになり健康食品メーカーに原料を提供するナチュラルエンドテック社が急伸、2013年に上場。一年半で韓国コスダック市場における時価総額8位となった。2015年4月22日、韓国消費者院が市場に流通する製品32点のうち29点に偽物の白首烏が使われていると発表。ナチュラルエンドテック社の抽出成分からも偽物が検出されストップ安となり一か月で株価が11分の1に急落。コスダック市場の時価総額は1兆円近く消えた。5月には食品医薬品安全処が市場の白首烏製品の95%が偽物と発表しさらに騒ぎが大きくなった。